# 谢苗·诺维科夫
谢苗·谢尔盖耶维奇·诺维科夫（烏克蘭語：Семен Сергійович Новіков，1997年12月11日—），乌克兰、保加利亚男子摔跤运动员，2023年世界摔跤锦标赛男子古典式87公斤级铜牌得主、2024年夏季奥林匹克运动会男子古典式87公斤级金牌得主。